# Pampa Records
Pampa Records ist ein Plattenlabel für elektronische Musik aus Hamburg. Es veröffentlicht elektronische Musik ohne Genregrenzen, sodass die Diskografie u. a. Techno, House, Pop und Discohouse umfasst.

## Geschichte
Pampa Records wurde 2009 von Stefan Kozalla (DJ Koze) gemeinsam mit Marcus Fink in Berlin gegründet wurde. Mit dem Lied Blaue Moschee des Duos Die Vögel gelang dem Label Ende 2009 ein Clubhit, was sowohl den Startschuss für das hanseatische Duo als auch für das Label markierte. Neben einiger weiterer Clubhits sind auch die beiden Solo-Alben Amygdala und knock knock von DJ Koze auf Pampa Records erschienen. Nach einem Umzug im Jahr 2020 ist Hamburg der Sitz des Labels und Stefan Kozalla alleiniger Inhaber.

## Bekannte Künstler
Folgende Musiker haben auf Pampa Records und dem Sublabel Hart&Tief veröffentlicht:
- &Me
- Ada
- Axel Boman
- Christopher Rau
- Dave DK
- Die Vögel
- DJ Koze
- DNTEL
- Dürerstuben
- Gerry Read
- Impérieux
- Isolée
- Jackmate
- Lawrence
- Mano Le Tough
- Michel Cleis
- Mike Dehnert
- Nathan Fake
- Ricoshëi
- Robag Wruhme
- Sophia Kennedy
- Soulphiction
- Stimming

## Sublabel
2016 wurde das Sublabel Hart & Tief gegründet. Hier sind vier Veröffentlichungen erschienen.